# ЛВС-80
ЛВС-80 — радянський шестивісний зчленований вагон. ЛВС-80 означає Ленінградський Вагон Зчленований проекту 1980 року.

## Історія
На початку вісімдесятих років XX століття необхідність освоєння виробництва вітчизняних шарнірно-зчленованих трамвайних вагонів ставала все очевиднішою. Такий рухомий склад був потрібний для обслуговування ліній з великими пасажиропотоками, особливо там, де звичайні чотиривісні вагони за максимальної частоти руху було неможливо задовольнити потреби у перевезеннях. Досвідчена експлуатація протягом тривалого часу вагонів типу ЛВС-66 дозволила виявити переваги та недоліки в конструкції вітчизняного зчленованого вагона.
У березні 1980 року вийшла вказівка Ленради провести реконструкцію зчленованих трамваїв і освоїти їх серійний випуск на ЗРГЕТ. Новий тип трамвая розробляли конструктори на чолі з Б. М. Кулаковим, а дизайн-проект перспективного вагона підготував Ленінградську філію Інституту технічної естетики. Проект отримав позначення ЛОМ-80 або 71-76. Перший вагон був випущений у грудні 1980 року та отримав заводський номер 1005, тим самим продовживши нумерацію ЛОМ-66. Дизайн вагона відрізнявся від початкового проекту і був багато в чому уніфікований із серійними вагонами ЛМ-68М. Кузов вагона, як і у ЛОМ-66, виконали із двох симетричних секцій. Було вдосконалено систему керування вагоном, застосовано тягові двигуни потужністю 60 кВт. Низьковольтні ланцюги харчувалися від статичного перетворювача типу БНН. Освітлення салону виконане люмінесцентними лампами в індивідуальних світильниках. Перші двері в передній секції складалися з двох стулок, що відкривалися всередину салону. На відміну від серійних вагонів ЛМ-68М, в кабіні місце водія розташували з правого боку по ходу руху, при цьому перенесли контролер під праву руку, а пневматичний гальмівний кран — під ліву. На думку медичних працівників, таке розташування приладів мало знизити стомлюваність водія під час роботи. Вперше у ленінградських трамваях подвійні сидіння для пасажирів розмістили з лівого боку, а поодинокі праворуч. Досвідчений вагон надійшов до трамвайного парку імені Котлякова міста Ленінграда.
У 1982 році було випущено ще два вагони ЛОМ-80. Вони змінили скління кабіни водія. З правого боку були прибрані невеликі кватирки в середній частині вікна, а з лівої замість симетричного правого вікна виконали два вікна на кшталт вагонів ЛМ-68М, вузьке та стандартної величини з кватирками в середній частині. Крім цього вагони отримали вирізи фальшбортів у районі опорного візка для зручності огляду. Для випробувань вони також були направлені до парку ім. Котлякова. Останній вагон був збудований в 1984 році. У експериментальному порядку його було оснащено двоважелевим пантографом Усть-Катавського вагонобудівного заводу. 1985 року було проведено випробування поїзда з вагонів ЛВС-80 за системою багатьох одиниць на 52 маршруті.
У 1984 році для оцінки результатів випробувань дослідних вагонів було зібрано міжвідомчу комісію, яка відзначила недостатню надійність статичного перетворювача БПН та тягового обладнання заводу «Динамо». До того ж «Динамо» не готове було будувати серійне електроустаткування для зчленованих вагонів. Також було визнано невдалим правостороннє розташування органів управління у кабіні. У жовтні 1986 року два перші вагони ЛВС-80 були модернізовані на ЗРГЕТ. Модернізація полягала у заміні електрообладнання на «стандартне» від вагонів ЛМ-68М, з доробок. Переробка кабіни бачилася дуже затратною, тому вирішено було замінити її на кабіну від вагона ЛМ-68М. В результаті цього вагони отримали чотиристулкові перші двері, при цьому вхід у кабіну виконали через зсувні двері в салоні. Також до салону з-під вагона було перенесено частину електрообладнання, яке розмістили в окремій шафі по лівій стороні вагона за кабіною водія. Статичний перетворювач замінили на мотор-генератор, а освітлення салону виконали лампами розжарювання. На даху обох секцій помістили короби із розетками для з'єднання електричних ланцюгів секцій між собою. Внесені зміни виявилися суттєвими, тож після модернізації такий вагон позначили ЛОМ-86. Два інших ЛОМ-80 піддали аналогічну модернізацію протягом 1987 року. Модернізовані вагони перебували в експлуатації до 1995 року.

## Технічні характеристики
Досвідчений шестивісний трамвайний зчленований вагон типу ЛВС-80 призначений для перевезення пасажирів по міських та приміських трамвайних коліях та розрахований на експлуатацію як одиночними вагонами, так і у складі з двох вагонів, що керуються за системою багатьох одиниць.
Кузов суцільнометалевий зварної несучої конструкції складається з двох секцій, з'єднаних за допомогою силового вузла та гнучкого зчленування. Каркас кузова виконаний з катаних і штампованих профілів, обшивка — з тонколистового прокату. Розташований над середнім опорним візком вузол шарнірного зчленування забезпечує механічне з'єднання секцій кузова та їх взаємне зміщення в кривих або зміні поздовжнього профілю шляху. Для внутрішньої обшивки стін та стелі застосований шаруватий пластик; підлога виконана з соснових дощок і зверху покрита рифленим гумовим килимком. У пасажирському салоні встановлені м'які сидіння поперечного розташування (з правого боку одинарні, з лівого — подвійні). У кабіні керування, відокремленої від пасажирського салону перегородкою із засувними дверима, знаходиться пульт керування та відповідна апаратура, а також сидіння для водія. Вагон має 4 вхідні двері: по 2 на кожній із секцій. Відкривання та закривання дверей проводиться за допомогою пневмоприводу централізовано з кабіни водія. Вікна салону - з розсувними кватирками. Пасажирське приміщення опалюється електропечами, кабіна водія за допомогою калориферної установки. Вентиляція пасажирського приміщення природна через люки у даху та зсувні кватирки вікон. Освітлення люмінесцентне з живленням від статичного перетворювача, аналогічного застосованому на чотиривісному вагоні 71-267. У вагоні є радіотрансляція, звукова та світлова сигналізація.
На моторних візках встановлено по 2 тягові електродвигуни змішаного збудження типу ДК-261Б потужністю по 60 кВт. Підвіска двигунів - опорно-рамна, редуктор — двоступінчастий. Живлення електродвигунів здійснюється від контактної мережі з номінальною напругою постійного струму 600 через струмоприймач пантографного типу, встановленого на даху вагона. Система керування вагонів непряма напівавтоматична з груповим контролером. Живлення ланцюгів керування до допоміжного обладнання здійснюється від статичного перетворювача. Службове гальмування здійснюється з електродинамічним реостатним гальмом, а гальмування вагона до повної зупинки проводиться механічними гальмами з пневмопружинним приводом. Для забезпечення екстреного гальмування кожен візок обладнаний електромагнітними рейковими гальмами. Силове та гальмівне обладнання розміщено під вагоном на рамі та візках.
Шарнірно-зчленований вагон забезпечений двома крайніми моторними та середніми опорними візками. Візки по конструкції аналогічні візкам 4-вісного вагона типу ЛМ-68M, однак мають ряд удосконалених вузлів (гальмівний привід, ресора підвішування та ін.). У зв'язку з розташуванням опорного візка під вузлом шарнірного зчленування надресорна балка виконана у вигляді кривого бруса з опущеною середньою частиною. Ресорне підвішування візків складається з комплекту чотирирядних циліндричних пружин, які працюють у поєднанні з гідравлічними гасниками коливань. Колеса всіх візків підгумовані.
Пневматичне обладнання вагона використовується як привод гальмівної системи, для відчинення та закривання дверей, опускання підвагонної запобіжної сітки, подачі звукових сигналів, для керування реверсором ПР-759В, склоочисниками та пісочницями. Пневматична система розділена на магістралі високого та низького тиску. Живлення пневносистеми проводиться за допомогою компресора типу ЕК-4.